# Tour du Pays basque féminin
Le Tour du Pays basque féminin, ou Itzulia Women, est une course cycliste à étapes féminine se disputant dans la Communauté autonome du Pays basque depuis 2022. Elle fait partie de l'UCI World Tour féminin. Elle remplace la Classique de Saint-Sébastien.

## Palmarès
| Année | Vainqueur      | Deuxième             | Troisième            |
| ----- | -------------- | -------------------- | -------------------- |
| 2022  | Demi Vollering | Pauliena Rooijakkers | Kristen Faulkner     |
| 2023  | Marlen Reusser | Demi Vollering       | Katarzyna Niewiadoma |
| 2024  | Demi Vollering | Mischa Bredewold     | Juliette Labous      |
| 2025  | Demi Vollering | Mischa Bredewold     | Sarah Van Dam        |